# 玉蟾山

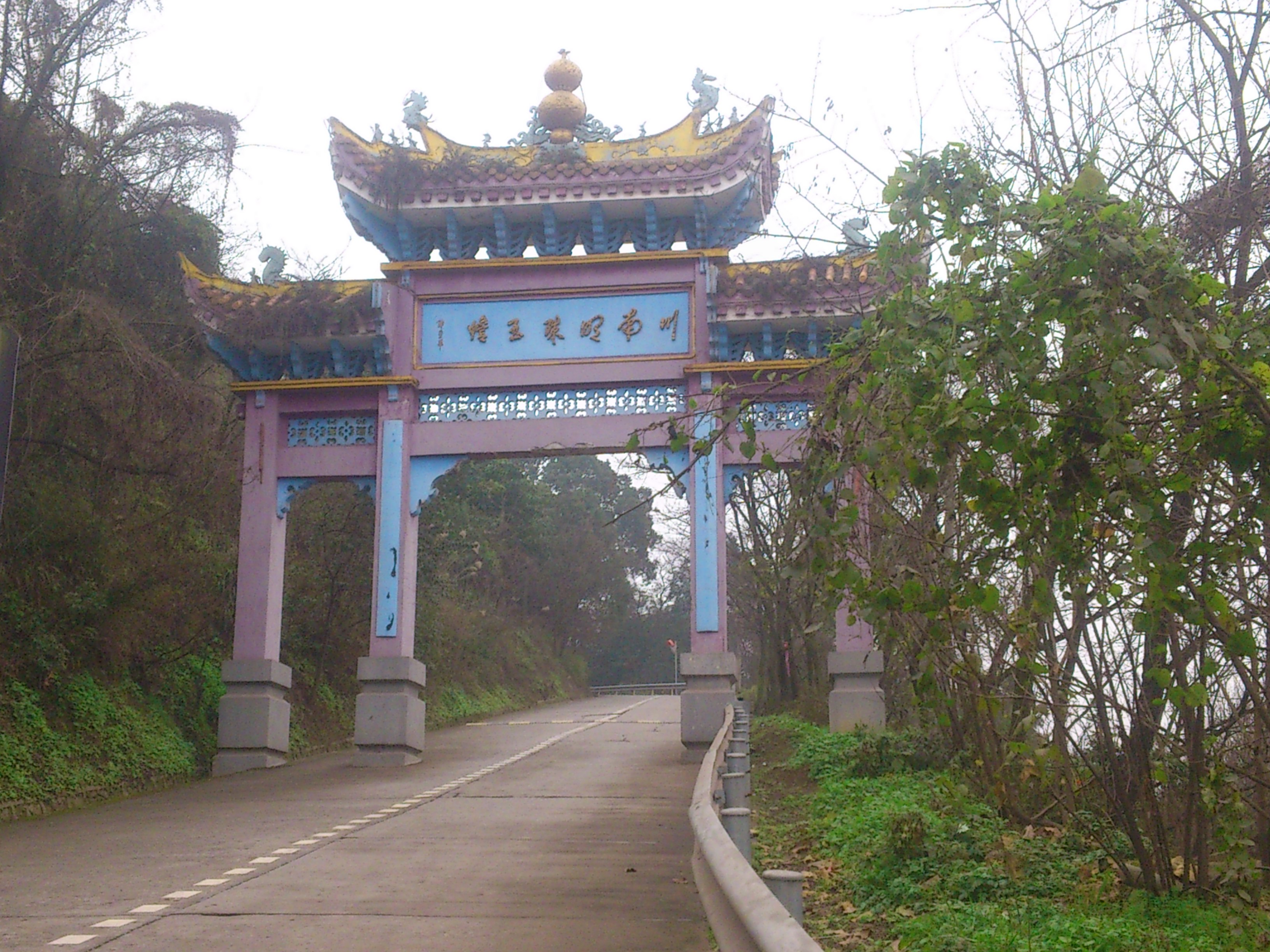
玉蟾山盘山公路入口

玉蟾山（英文：Jade-Toad-Mountain）景区位於四川泸县县城旁，泸州市区以北35公里处，从隆纳高速公路驾驶9公里即到。为国家AAA级旅游区，省级风景名胜区，省级森林公园。山下有九曲河、赖溪河和马溪河流经。玉蟾山山间怪石嶙峋，山和岩石状如蟾蜍，景区中更遍布蟾蜍石雕，故得名“玉蟾”，享有“遍山皆玉，无石不蟾”的美誉。

## 历史
玉蟾山在历史上是川南佛教禅宗名山。据县志记载，唐代景福二年起已建有圆通寺，每年观音会都是信客雲集参拜的盛状，但圆通寺毁於清代同治年间一场大火；後圆通寺遗址处重建有玉蟾寺。山上至今留有大量僧侣浮屠塔和明代佛教摩崖造像。

## 景点
主要景点有明代佛教摩崖造像、罗汉街、玉蟾寺、古玉蟾关、《流民图》浮雕、瀘縣宋墓群等人文景观，以及穿山峡石、打儿窝、飞来石、仙人洞、仙人推磨、双蟾对鸣、晒经石、思逐云飞、曲径通幽等自然景观，均以自然形成的岩石而命名。
其中，宋代佛教摩崖造像爲省级重点文物保护单位，以千手观音像爲最胜。
21世纪以来，泸县依托玉蟾山景区，在山下打造泸县玉蟾山温泉旅游度假区， 成为玉蟾山景区的又一道风景。

## 事迹
- 宋代大文豪、书法家黄庭坚曾遊歷此地，留下墨宝“玉蟾”二字，至今犹在。

- 明代新都状元杨慎遊歷此地，留下墨宝“金鳌峰”三字，至今犹在。

- 1989年4月15日，泸县政府把近代著名画家蒋兆和的《流民图》以浮雕形式雕刻于山中，为古老的玉蟾山增添了新的风采。

- 张爱萍曾题字“川南明珠”，现镌刻在入山处牌坊上。